# 尼尔·格申斐尔德
尼尔·格申斐尔德（英語：Neil Adam Gershenfeld，1959年12月1日—）是一位美国计算机科学家，麻省理工学院比特和原子研究中心主任，主要作品有《它们也思考》（When Things Start to Think）等。